# Paya Peulumat
Paya Peulumat is een bestuurslaag in het regentschap Aceh Selatan van de provincie Atjeh, Indonesië. Paya Peulumat telt 686 inwoners (volkstelling 2010).